# EHF Champions League 2020-21 (kvinder)
EHF Champions League 2020-21 (eller DELO EHF Champions League af sponsorårsager) er den 28. udgave af EHF Champions League for kvinder, som er en turnering for de bedste håndboldklubber i Europa for kvinder og arrangeres af European Handball Federation.

## Turneringsformat
Turneringen starter med det indledende gruppespil med 16 hold, fordelt på to grupper, hvor der spilles alle mod alle, hjemme og ude. I gruppe A og B, kvalificerer de to øverste hold sig direkte til kvartfinalen, hvor hold rangeret 3. til 6. går ind i slutspillet.
Udslagsfasen inkluderer af fire runder: slutspillet, kvartfinalen og Final 4-turnering bestående af to semifinaler og finalen. I slutspillet parres otte hold mod hinanden i hjemme- og udekampe. De fire samlede vindere af slutspillet, går videre til kvartfinalen og slutter sig til de to øverste hold i gruppe A og B. De otte kvartfinalister er også parret mod hinanden i hjemme- og udekampe, hvor de fire samlede vindere kvalificerer sig til sidste Final 4-turnering i maj 2021.
I de sidste fire tilbageværende hold, spiller semifinaler og finale som enkeltkampe, i forbindelse med Final 4-eventet der afholdes i László Papp Budapest Sports Arena i Budapest, Ungarn.

## Hold tildeling
I alt indsendte 21 hold fra 15 lande, deres ansøgning om plads i Champions League-turneringens gruppespil, inden deadline den 10. juni 2020. Den endelige liste over de 16 deltagende hold, blev offentliggjort af EHF Executive Committee, den 19. juni.
| Podravka Vegeta         | Team Esbjerg      | Odense Håndbold     | Metz Handball      |
| Brest Bretagne Handball | Borussia Dortmund | SG BBM Bietigheim   | Győri Audi ETO KC  |
| FTC-Rail Cargo Hungaria | ŽRK Budućnost     | Vipers Kristiansand | SCM Râmnicu Vâlcea |
| CSM Bucureşti           | Rostov-Don        | CSKA Moskva         | Krim Mercator      |

## Top målscorere
| Rank | Spiller              | Klub                    | Mål |
| ---- | -------------------- | ----------------------- | --- |
| 1    | Ana Gros             | Brest Bretagne Handball | 135 |
| 2    | Cristina Neagu       | CSM Bucureşti           | 115 |
| 3    | Veronica Kristiansen | Győri Audi ETO KC       | 97  |
| 4    | Jovanka Radičević    | ŽRK Budućnost           | 94  |
| 5    | Dejana Milosavljević | RK Podravka Koprivnica  | 88  |
| 5    | Henny Reistad        | Vipers Kristiansand     | 88  |
| 7    | Stine Bredal Oftedal | Győri Audi ETO KC       | 87  |
| 8    | Lois Abbingh         | Odense Håndbold         | 84  |
| 8    | Estelle Nze Minko    | Győri Audi ETO KC       | 84  |
| 10   | Mette Tranborg       | Team Esbjerg            | 77  |

## All-Star Hold
Det officielle all-star hold, blev annonceret den 28. maj 2021.
| Position               | Spiller                                   |
| ---------------------- | ----------------------------------------- |
| Målvogter              | Amandine Leynaud (Győri Audi ETO KC)      |
| Højre fløj             | Viktória Lukács (Győri Audi ETO KC)       |
| Højre back             | Nora Mørk (Vipers Kristiansand)           |
| Playmaker              | Stine Bredal Oftedal (Győri Audi ETO KC)  |
| Venstre back           | Cristina Neagu (CSM Bucureşti)            |
| Venstre fløj           | Majda Mehmedović (ŽRK Budućnost)          |
| Stregspiller           | Pauletta Foppa (Brest Bretagne Handball)  |
| Bedste spiller         | Henny Reistad (Vipers Kristiansand)       |
| Bedste forsvarsspiller | Eduarda Amorim (Győri Audi ETO KC)        |
| Best ungdomsspiller    | Henny Reistad (Vipers Kristiansand)       |
| Best træner            | Ole Gustav Gjekstad (Vipers Kristiansand) |